# Delirium Tremens (bière)
Pour les articles homonymes, voir Delirium tremens (homonymie).
Delirium Tremens est une bière blonde belge, brassée par la brasserie Huyghe à Melle.

## Histoire
La Delirium Tremens a vu le jour le 26 décembre 1988. La bière, titrant 8,5 %, nécessite trois  levures différentes. Elle est emballée dans une bouteille à l'aspect de céramique, faisant penser à la poterie de Cologne.
L'éléphant rose est une allusion à la conséquence d'un delirium tremens, dont l'étiquette dépeint les différentes phases. Les oiseaux situés en haut et en bas de l'étiquette sont une référence au film Les Oiseaux d'Alfred Hitchcock. Elle offre des pointes d'amertume et dévoile au nez une odeur maltée. Sa conclusion se conjugue sur un ton amer et poivré.
En 1992, la « Confrérie de l’Éléphant Rose » a été créée pour promouvoir la Delirium Tremens et autres bières de Melle.
En 1997, elle est sacrée championne du monde des bières par le chasseur de bières américain Stuart A. Kallen. Cette distinction est confirmée l'année suivante par une médaille d'or reçue lors du « World Beer Championship » de Chicago.

## Galerie

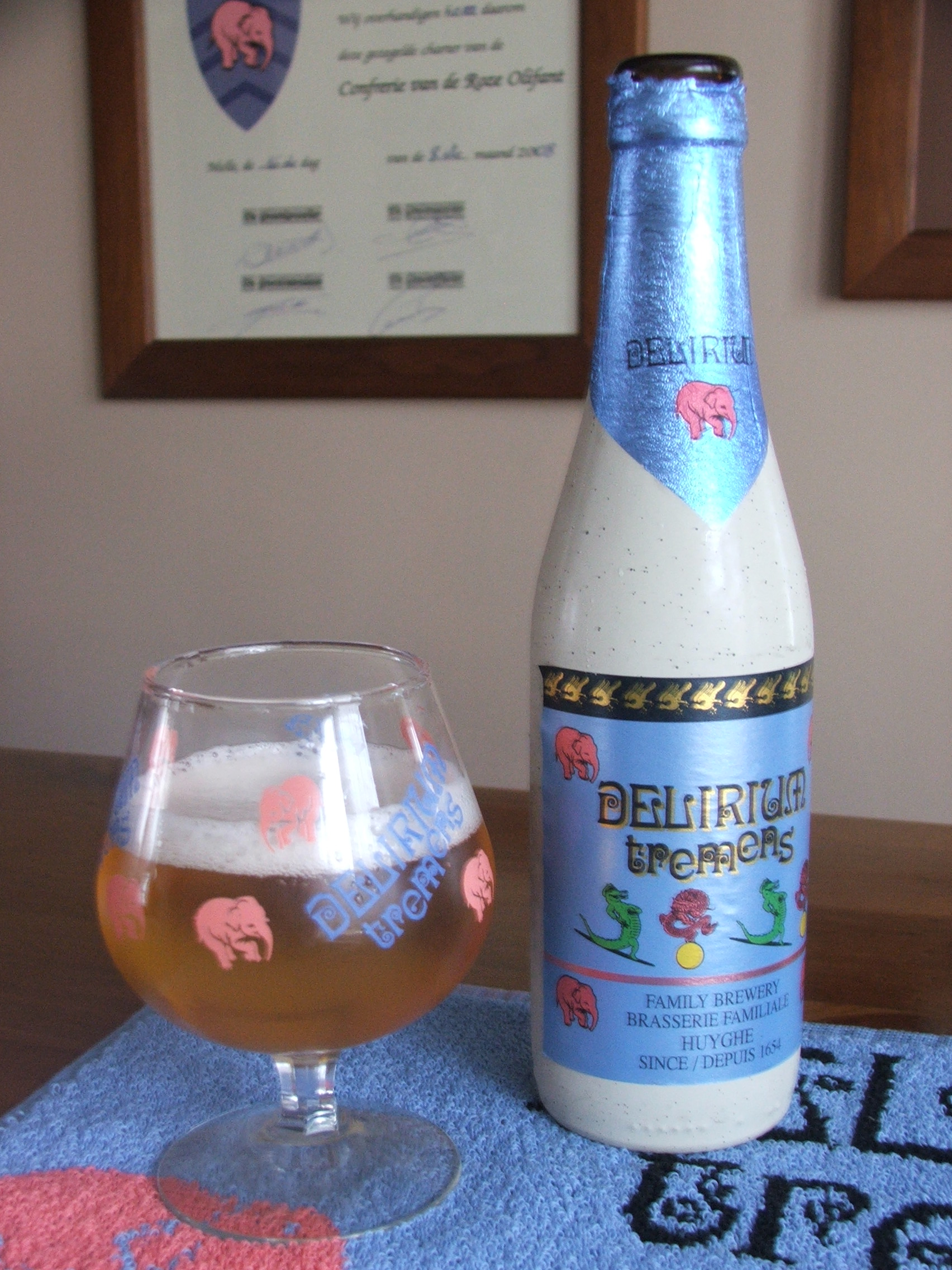
Une bouteille de Delirium Tremens accompagnée de son verre.
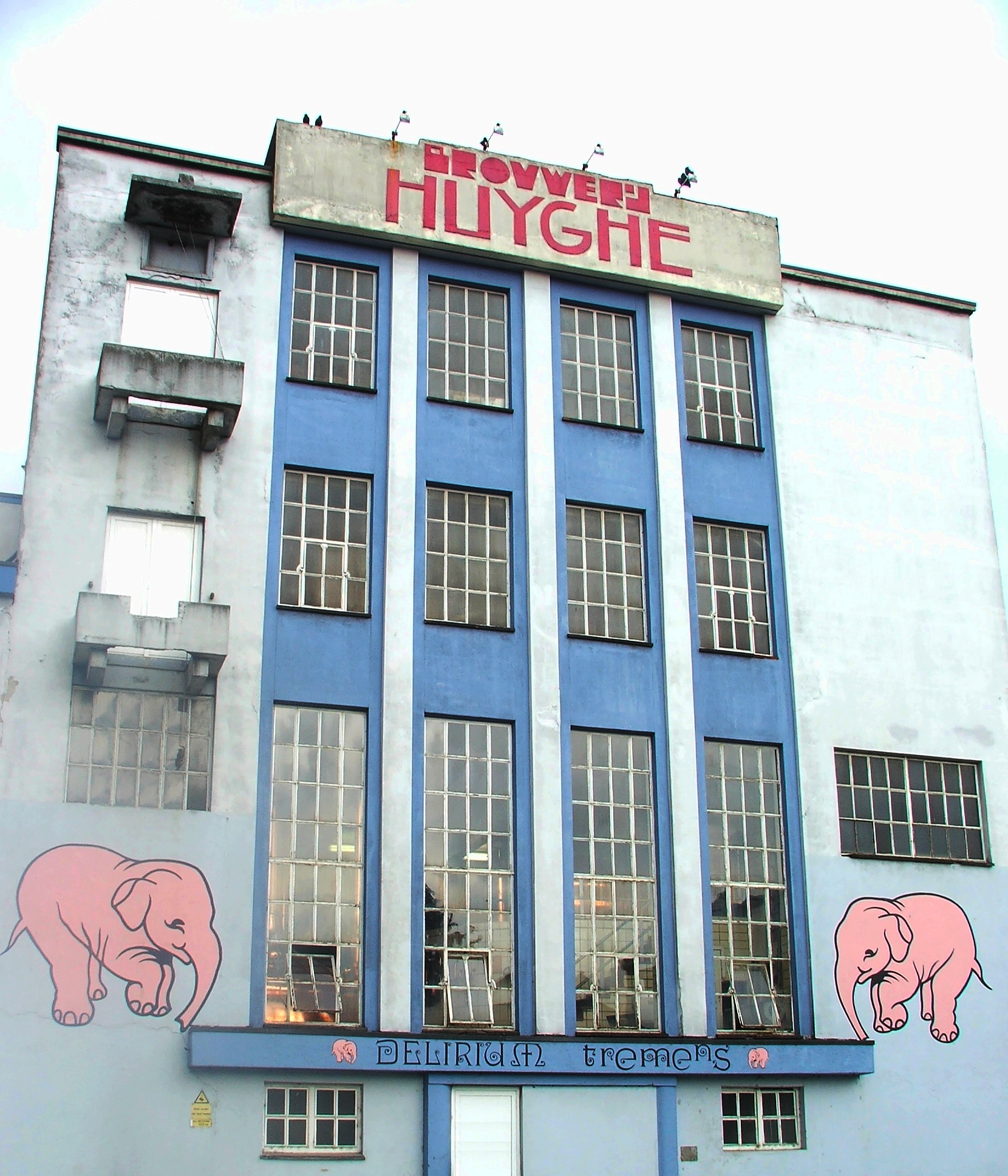
Brasserie Huyghe à Melle
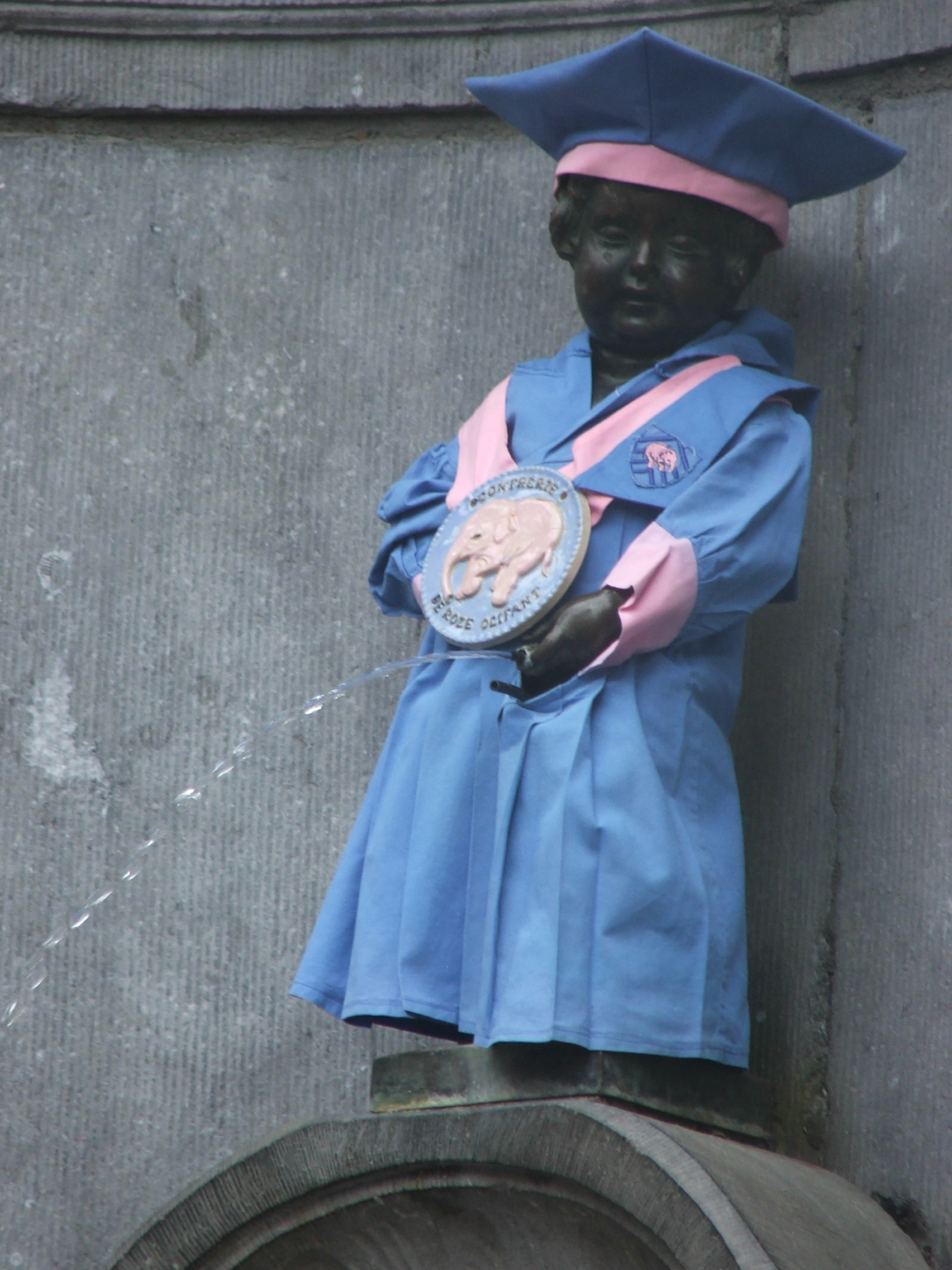
Manneken Pis en tenue de la Confrérie

## Éditions spéciales
- Delirium Nocturnum
- Delirium argentum
- Delirium Red
- Delirium Noël
- Deliria
- Delirio[2]
- Delirium Black Barrel Aged[3]